# Cryptosporidium
Cryptosporidium je rod jednohostitelských výtrusovců kmene Apicomplexa vyskytujících se u savců, ptáků a plazů.
Všechna vývojová stádia se vyvíjí intracelulárně, tj. uvnitř buňky, ale extracytoplazmaticky, tj. uvnitř vlastní parazitoforní vakuoly. Parazitují v buňkách sliznic, nejčastěji trávicího systému, méně často ve výstelce dýchacího systému, v játrech, slinivce břišní, žlučníku, na oční spojivce aj.
Při nepohlavním množení, tzv. merogonii, dochází k tvorbě dvou odlišných typů merontů. Typ I. obsahuje 6–8 jader. Po dozrání z každého jádra vzniká merozoit a ten napadá další slizniční buňku. V následující generaci vznikají opěty meronty I. typu nebo morfologicky odlišné meronty II. typu, které produkují pouze 4 merozoity.
Při následné gametogonii, tj., pohlavním množení, se většina vzniklých zygot vyvíjí v tzv. silnostěnné oocyty, které sporulují v parazitoforní vakuole hostitelské buňky. Tyto oocysty odcházejí ze zažívacího traktu trusem. Část tzv. tenkostěnných oocyst zažívací trakt neopouští, snáze praskají a uvolněné sporozoity opakovaně zahajují endogenní cyklus – merogonii (autoinfekce). Oocysty měří mezi 2–10 µm. Oocysty kryptosporidií obsahují 4 volně uložené sporozoity a poměrně velké reziduální tělísko. Nemají mikropyle a jejich stěna je téměř bezbarvá. Jsou téměř kulaté, silně světlolomné.
Endogenní vývoj probíhá v tenkém střevě. Oocysty jsou pozřeny s potravou, vodou, z vnějšího prostředí nebo inhalovány vhodným hostitelem. Sporozoity pronikají slizničními buňkami zažívacího traktu. Mají však schopnost se uvolňovat z oocysty i spontánně, což částečně vysvětluje, proč kryptosporidie mohou infikovat tkáně mimo zažívací trakt, např. oční spojivku či dýchací systém. Prepatentní perioda je různě dlouhá, zpravidla 2–10 dní a to jak v závislosti na hostitelském druhu, ale i na druhu kryptosporídií.
Diagnostika se provádí ze vzorků trusu, resp. stolice (u lidí), často se využíví koncentrační metody dle Sheathera. Dále je možné detekovat oocysty v nátěrech trusu s následným barvením oocyst barvením dle Ziehl-Nielsena, negativním barvením dle Heineho, barvením dle Baxbyho et al. nebo barvením dle Miláčka a Vítovce. Posmrtně lze oocysty diagnostikovat v histologických řezech a seškrabech sliznice tenkého střeva. Po barvení v hematoxilin-eozinu se kryptosporidie jeví jako drobná, sférická tělíska o velikosti 2–5 um, nacházející se v zóně kartáčového lemu střevních slizničních buněk, kde se barví bazofilně (toto platí u druhů parazitujících u savců). Oocysty lze detekovat také pomocí imunofluorescence s využitím monoklonálních protilátek (MAbs). Dále lze užít techniky PCR nebo RFLP (Restriction Fragment Lenght Polymorpism, fingerprinting) metodu u získaných izolátů C. parvum.
Teplota a vlhkost umožňují oocystám dlouhou dobu životaschopnosti, zůstávají infekční až po dobu 1 roku.
Oocysty kryptosporidií spolehlivě ničí peroxid vodíku a chlordioxid. Jódové dezinfekce a volný chlór příliš neúčinkují. Účinné jsou vysoké teploty (65 °C po 20 minut) a zmrazení. Ozonizace vody taktéž napomáhá devitalizaci oocyst kryptosporidií. Jejich vitalitu ovlivňuje i UV záření, přičemž přirozené sluneční záření se tak stává váznamným faktorem, který dezinfikuje vnější prostředí.
K terapii se užívá podpůrná a symptomatická léčba. Užití rehydratačních roztoků je nezbytné k zamezení dehydratace postiženého organismu. U telat často včasné podání kolostra od hyperimunizovaných krav může symptomy onemocnění zmírnit. U plně imunitně vybavených jedinců tura domácího dochází často k samovyzdravení (tzv. fenomén selfcure). K preventivní aplikaci i terapii onemocnění u lidí a zvířat byly ověřovány salinomycin, sulfaquinoxalin, amprolium, dinitolamid a paromomycin. U telat byla zkoušena i perorální vakcinace oocystami. Specifická terapie však dosud není vyřešena.
Druhy Cryptosporidium hominis a C. parvum genotyp 1 jsou významnými parazity člověka. Přenáší se nejčastěji kontaminovanou vodou, zeleninou, přímým kontaktem s infikovaným jedincem, jakož i dalšími cestami. U lidí způsobuje akutní průjmové onemocnění a bolesti břicha, které u imunokompetentních lidí odezní zpravidla do týdne. U imunokompromitovaných jedinců (např. HIV pozitivní) je průběh závažnější, průjmy jsou chronického charakteru a nemoc může končit i fatálně.
Další běžné druhy jsou Cryptosporidium muris, Cr. bailey, Cr. meleagridis, Cr. saurophilum, Cr. serpentis.